# Pizzighettone
Pizzighettone es una localidad y comune italiana de la provincia de Cremona, región de Lombardía, con 6.777 habitantes.

## Evolución demográfica
| Gráfica de evolución demográfica de Pizzighettone entre 1861 y 2001 |
|                                                                     |
| Fuente ISTAT - elaboración gráfica de Wikipedia                     |

## Fortaleza
```
En 1525 en su castillo los capitanes 
Antonio de Leyva
 y 
Fernando Francesco d'Avalos
 después de la 
batalla de Pavia
 llevaron preso al Rey de Francia 
Francisco I
.
```

Perteneció al Ducado de Milán, una vez ocupada en 1707 por las tropas imperiales en su fortaleza, estuvo preso el noble español don Juan Manuel Fernández Pacheco, que era Virrey de Nápoles, tras ser tomado prisionero en el sitio de Gaeta. Este marqués posteriormente sería el fundador de la Real Academia Española. Durante la guerra de sucesión polaca, se libró ante ella una de sus primeras batallas.